# Liste der Monuments historiques in Guindrecourt-aux-Ormes
Die Liste der Monuments historiques in Guindrecourt-aux-Ormes führt die Monuments historiques in der französischen Gemeinde Guindrecourt-aux-Ormes auf.

## Liste der Objekte
| Bezeichnung                   | Beschreibung                           | Standort                                        | Kennzeichnung | Schutzstatus | Datum | Bild |
| ----------------------------- | -------------------------------------- | ----------------------------------------------- | ------------- | ------------ | ----- | ---- |
| Skulptur Verkündigungsmadonna | Stein, farbig gefasst, 16. Jahrhundert | in der Kirche Notre-Dame-de-l’Assomption (Lage) | PM52000508    | Classé       | 1965  |      |